# Paradystus innotatus
Paradystus innotatus là một loài bọ cánh cứng trong họ Cerambycidae.